# 浜名一聖
浜名 一聖（はまな いっせい、1995年〈平成7年〉2月21日 - ）は、日本の俳優、タレント。北海道出身。身長177cm。血液型はA型。劇団『山田ジャパン』所属。妻は女優の扇けい。

## 略歴
中央学院大学商学科卒業。
2016年、大学3年生の際劇団「山田ジャパン」のオーディションに合格し劇団員となる。
2018年より株式会社acali所属。
2024年10月4日、女優である扇けいと同年6月16日に結婚していたことを、自身のXにて公表した。
2025年3月8日に第1子である女児が誕生したことが、妻・扇けいのInstagramで公表された。
2025年6月19日、山田ジャパンを退団することが、劇団公式サイトと本人のInstagramで発表された。

## 主な出演作

### 舞台
- LOVE&CHICK～マゼルナ×キケン～』（2015年4月15日 - 20日、両国 Air studio）
- SKY（2015年5月27日 - 6月7日、横浜O-SITE）
- SAKURA（2015年3月18日 - 23日、両国 Air studio）
- 山田ジャパン『ソリティアが無くなったらこの世は終わり』（2016年5月11日 - 15日、CBGKシブゲキ!!）
- 気晴らしBOYZ『ふらちな侍』（2016年6月24日 - 26日、野方区民ホール）
- 山田ジャパン『山田ジャパンと”シバーエガー”EP1（2016年7月23日・24日、アトリエファンファーレ高円寺）
- 山田ジャパン『山田ジャパンと”シバーエガー”EP2（2016年11月15日 - 17日、下北沢ReGBoX）
- 山田ジャパン『とのまわり』（2017年2月16日 - 25日、アトリエファンファーレ東新宿）
- 山田ジャパン『欲浅物語』（2017年10月27日 - 11月5日、CBGKシブゲキ!!）
- 劇団番町ボーイズ☆第10回本公演舞台『クローズZERO』　(2017年11月30日 - 12月3日、CBGKシブゲキ!!）
- 山田ジャパントークライブ『Member's BAR』（2018年4月19日、BAR「Lastorder」）
- RYUHEI COMPANY プレゼンツ　音楽劇『君よ 生きて』2018（2018年8月30日 - 9月2日、東京放送芸術＆映画・俳優専門学校 １F特設ステージ）
- 山田ジャパン『消去！魔法の絨毯！』　(2018年11月7日 - 11日、サンモールスタジオ）
- 山田ジャパン『９でカタがつく』　(2019年3月13日 - 17日、新宿村LIVE
- 劇団番町ボーイズ☆×１０神ACTORコラボ公演『クローズZERO』　(2019年5月23日 - 26日、福岡パピヨン24ガスホール、6月1日・2日、大阪ABCホール、6月14日 - 16日、東京草月ホール)
- 山田ジャパン『HEY！ポール！（2019年7月18日 - 21日、草月ホール）
- BLOCHプロデュースTDP×きっとろんどん『コントラスト』　(2019年9月19日 - 23日、演劇専用小劇場BLOCH、10月25日 - 27日、シアター711)
- 山田ジャパン『優秀病棟 素通り科』（2021年 1月20日 - 27日、本多劇場）
- KITTO LONDON 7TH『STAGE』（2021年11月12日 - 14日、特設ライブエールシアター）
- 山田ジャパン『不安の倒し方について』（2022年3月17日 - 27日、新宿シアタートップス）[7]
- 君しか見えないよ（2023年6月1日 - 11日、浅草九劇）[8][9]
- 吐露（2023年11月23日 - 26日、高田馬場ラビネスト）
- 山田ジャパン『愛称→蔑称』（2024年3月7日〜15日、六行会ホール）[10]

### テレビ
- 脳にスマホが埋められた! 第7話（2017年8月17日、YTV･NTV）
- 映像研には手を出すな! 第4話・6話（2020年4月28日・5月11日、MBS･TBS）
- 教場Ⅱ（2021年1月3日・4日、フジテレビ）
- お父さん、私、この人と結婚します！（2022年10月8日、BS松竹東急）デビル柴田 役[11]
- ドラマW ゴールデンカムイ -北海道刺青囚人争奪編- 第2話（2024年10月13日、WOWOW）園部為次郎 役

### 動画配信サービス
- 全裸監督（2019年8月8日、Netflix）
- 新聞記者/The Journalist（2022年1月13日、Netflix）

### CM
- ゲーム『永遠のアセリア』PREMIUM SPECIAL edition WEBCM（2016年12月15日 -）
- 45th Denny’s ANNIVERSARY CM『ハンバーグ王決定戦2019春』  WealthNavi(ウェルスナビ)テレビCM『資産運用に挑む男たち』篇（2019年）

### 映画
- TOKYO CITY GIRL 2016～幸せのつじつま（2016年12月13日）
- ぐらんぶる（2020年8月7日）
- 映像研には手を出すな！（2020年9月）

### MV
- 2016年 『夏恋』プロモーション映像　加藤和樹
- 2016年『冬恋』(Short Ver.)　加藤和樹
- 2018年 『Dong Chang Swag』THE CHERRY COKE$
- 2020年 『最低な君にさっきフラれました』宇野美彩子

### スチール
- 2019年 GATSBY『お化け屋敷5D-戦慄爽快-』